# 강기훈 (정치인)
강기훈(姜基勳, 1980년 12월 18일 ~ )은 대한민국의 정치인이다.
서울특별시 강남구 출신으로 연세대학교 법과대학을 졸업했다. 2019년부터 2022년까지 대안 우파 성향의 보수주의 정당인 자유의새벽당의 대표를 역임했다. 2022년에 윤석열 대통령과 권성동 국민의힘 대표 직무대행 간의 텔레그램 대화 논란이 벌어진 과정에서 윤석열 정부의 대한민국 대통령실 행정관을 역임하고 있다는 사실이 언론 보도를 통해 공개되었다.

## 역대 선거 결과
| 실시년도 | 선거  | 대수 | 직책     | 선거구   | 정당         | 득표수    | 득표율         | 순위         | 당락 | 비고 |
| -------- | ----- | ---- | -------- | -------- | ------------ | --------- | -------------- | ------------ | ---- | ---- |
| 2020년   | 총선  | 21대 | 국회의원 | 비례대표 | 자유의새벽당 | 101,819표 | \| \| 0.36% \| | 비례대표 2번 | 낙선 |      |
|          | 0.36% |      |          |          |              |           |                |              |      |      |